# Westlake Corporation
Westlake Corporation — американская химическая компания, производитель нефтехимической продукции и стройматериалов. Штаб-квартира компании расположена в Хьюстоне, штат Техас.
В списке крупнейших публичных компаний мира Forbes Global 2000 за 2022 год Westlake заняла 811-е место. В списке крупнейших компаний США Fortune 500 заняла 320-е место.

## История
Компанию основал в 1986 году Чао Тинцун (Ting Tsung Chao, 1921—2008). Чао Тинцун родился в Сучжоу (Китай), после Второй мировой войны переехал на Тайвань, где начал производство поливинилхлорида (ПВХ). В 1986 году приобрёл завод по производству полиэтилена в Луизиане и на его основе создал компанию Westlake Chemical Corporation. В 1992 году компания начала деятельность в Китае, а в 1994 году — в Канаде, купив завод по производству металлопластиковых окон. В 1999 году было создано совместное предприятие с Norsk Hydro в Сучжоу по производству ПВХ. В 2004 году Westlake разместила свои акции на Нью-Йоркской фондовой бирже. В 2014 году был куплен немецкий производитель ПВХ Vinnolit. В 2016 году была куплена компания Axiall, базирующаяся в Атланте, штат Джорджия.

## Собственники и руководство

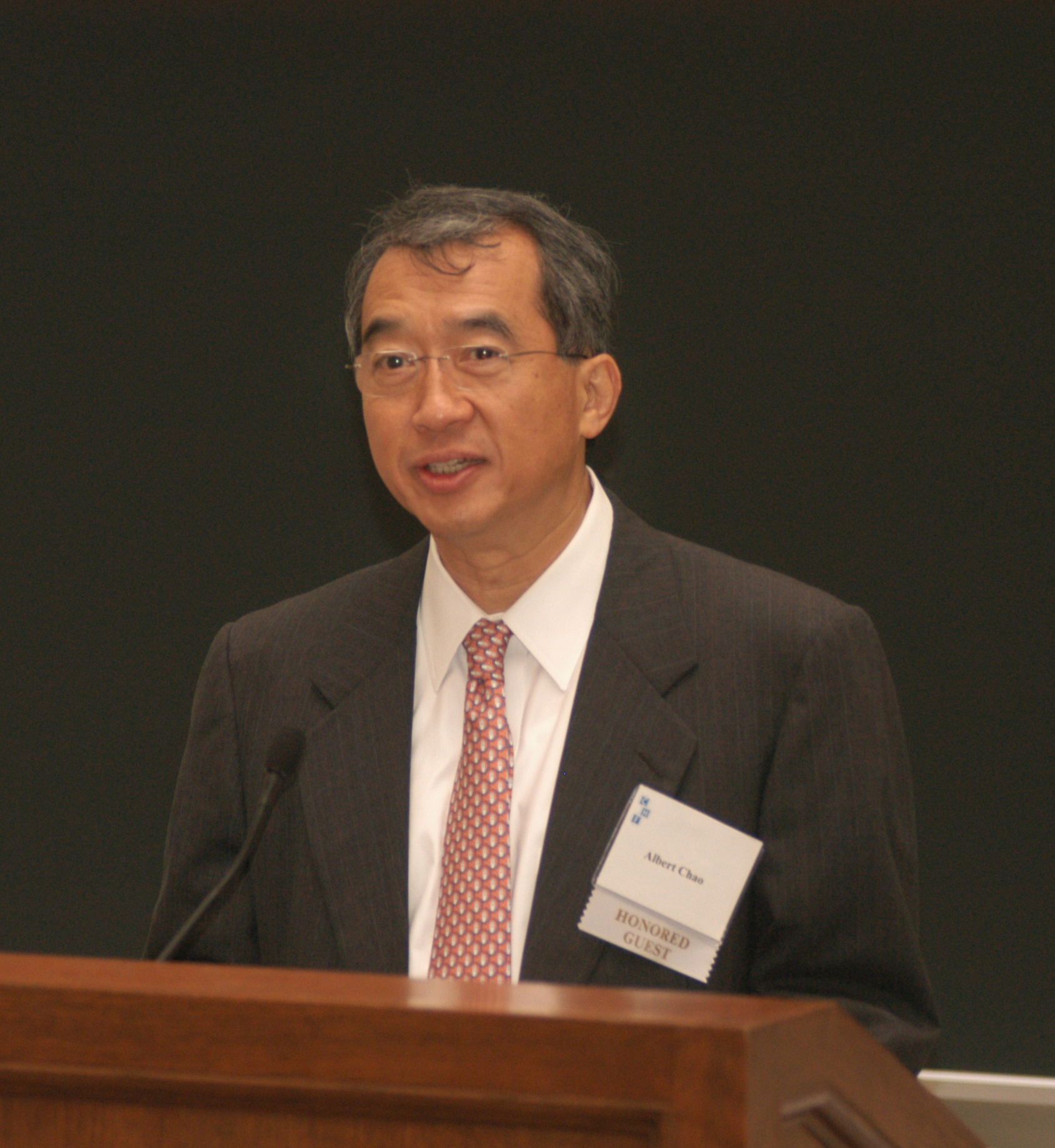
Альберт Чао, 2009 год

Компанию возглавляют два сына основателя. Семья Чао на 2022 год считалась 40-й самой богатой в США.
- Джеймс Чао (James Y. Chao, род. 14 сентября 1947 года) — председатель совета директоров с июля 2004 года.
- Альберт Чао (Albert Y. Chao, род. в 1949 году) — президент с мая 1996 годам главный исполнительный директор с июля 2004 года.

## Деятельность
Основные подразделения по состоянию на 2021 год:
- Эксплуатационные материалы — производство полиэтилена , ПВХ, хлора и щелочей; выручка 8,67 млрд долларов.
- Строительные материалы — искусственный камень, сайдинг, кровельные материалы, металлопластиковые окна, пластиковые трубы и фитинги, строительные смеси; выручка 3,11 млрд долларов.

Производственные мощности компании имеются в США, Канаде, Мексике, Германии, Испании, Италии, Франции, Бельгии, Нидерландах, Китае, Тайване, Японии, Республике Корея и Вьетнаме.
Из выручки 11,78 млрд долларов в 2021 году на США пришлось 8,16 млрд, Канаду — 980 млн, Германию — 628 млн, Китай — 216 млн, Италию — 181 млн, Тайвань — 95 млн.